# Ėval'd Vasil'evič Il'enkov
Ėval'd Vasil'evič Il'enkov (in russo Э́вальд Васи́льевич Илье́нков?; Smolensk, 18 febbraio 1924 – Mosca, 21 marzo 1979) è stato un filosofo sovietico.
È stato autore di opere molto influenti di epistemologia marxista, logica dialettica, psicologia ed estetica. Egli è noto per il suo contributo allo studio di una logica dialettica, concetto di «ideale» e di una struttura del pensiero teoretico. È anche noto come studioso del pensiero di Hegel e Spinoza. Molte opere di Il'enkov sono tradotte in inglese, italiano, tedesco, giapponese. È stata una figura principale del rinnovamento del marxismo sovietico dopo gli anni della politica dello stalinismo.

## Biografia
Il'enkov nacque il 18 febbraio 1924 a Smolensk (in RSFSR, oggi Federazione Russa) da una famiglia di intelligencija. Suo padre era il famoso scrittore sovietico Vasilij Pavlovic Il'enkov. La famiglia di Il'enkov si trasferì a Mosca nel 1928. In gioventù si interessava della musica di Wagner e della filosofia di Spinoza. Èval'd Il'enkov studiava presso l'Istituto di filosofia, letteratura e storia. I suoi studi universitari sono stati interrotti dalla Seconda Guerra Mondiale durante la quale ha combattuto nell'Esercito rosso. Continuò gli studi nella facoltà di filosofia dell'Università statale di Mosca. Lavorava nell'Istituto di filosofia di Accademia russa delle scienze dal 1953 fino alla sua morte. Nel 1955 la sua opera La dialettica dell'astratto e del concreto nel "Capitale" di Marx fu criticata per «la perversione del marxismo». Nello stesso anno il suo articolo è stato tradotto in italiano e pubblicato con una prefazione di Lucio Colletti. Soffrì persecuzioni molteplici da parte dei funzionari ufficiali e morì suicida nel 1979.

## Il pensiero
Si dedicava alle questioni principali di filosofia del materialismo dialettico, particolarmente alla ricostruzione del metodo di ascensione dall'astratto al concreto. La ricostruzione del metodo era basata per lo più sulle opere «Il Capitale» e «Grundrisse» di Marx. Negli ultimi anni della sua vita si è interessato di educazione e formazione della personalità seguendo la scuola storico-culturale. Seguiva la concezione di Vygotskij secondo la quale lo sviluppo della psiche è guidato e influenzato dal contesto sociale. Ha preso parte all'esperimento di Zagorsk dedicato all'istruzione dei bambini sordociechi.

## Opere principali
- Il'enkov È. Dialettica di astratto e concreto nella conoscenza scientifica. (Questioni teoriche). Traduzione di Ignazio Ambrogio // Critica Economica. 1955. 3 (giugno).
- Il'enkov È., Naumenko L.K. Tre secoli di immortalità // Giornale critico della filosofia Italiana. Luglio-Dicembre 1977, anno LVI (LVIII), fasc. III‑IV, pp. 410‑426
- Il'enkov È., L'uomo e i miti della tecnica, Editori Riuniti, Roma, 1971. — Titolo originale: Ob idolach i idealach, Moskva, 1968.
- Il'enkov È., La logica dialettica. 11 Saggi di storia e teoria, Edizioni Progress, Mosca, 1978.
- Il'enkov È., La dialettica dell'astratto e del concreto nel Capitale di Marx, Feltrinelli Editore, Milano, 1961. — Titolo dell'opera originale: Dialektika abstraktnogo i konkretnogo v "Kapitale" Marska, Moskva, 1960
- E.V. Il'enkov, Il problema dell'ideale, 1979, contenuto in Rassegna sovietica, n°6, 1982 (prima parte) e in Rassegna sovietica, n°2, 1987 (seconda parte).